# ابن فركون
ابن فركون هو أبو الحسين بن أحمد بن سليمان بن أحمد بن محمد بن أحمد بن إبراهيم بن هشام القرشي، المعروف بابن فـُركون، وأبو الحسين اسمه لا كنيّـته، و( ابن فُركون ) شهرته وشهرة أبيه أحمد وعمّه أبي الطاهر وجدّه سليمان وجدّ أبيه أحمد قاضي الجماعة، وبنو فُركون هؤلاء أصلهم من ألمرية.
وكان انتقال جدّ الأسرة أحمد بن محمد إلى غرناطة وولايته قضاء الجماعة فيها بداية لشهرة هذه الأسرة ومشاركة عدد من أعلامها في الحياة السياسية والعلمية والأدبية بمملكة بني نصر، وكان أبو الحسين كاتب سرّ يوسف الثالث وشاعر دولته ومؤرخ أيامه.
ولد أبو الحسين حوالي 781هـ بغرناطة، ونشأ في حِجر والده القاضي الأديب ودرس على أعلام العلم بالحضرة النّصرية يومئذ، وبعد أن أكمل دراساته واستكمل أدواته دخل ديوان الإنشاء النّصري في عهد محمد السابع من عام 808هـ وترقّى في عهد يوسف الثالث، فكلّفه أول الأمر في عام 811هـ بتنفيذ النفقات المخصّصة للغزاة والمجاهدين المتطوعين، ثمّ اختاره لتولّي كتابة سرّه عام 814هـ، وظلّ في هذا المنصب إلى وفاة يوسف الثالث عام 820هـ، وبعد هذا التاريخ لا يُعرَف شيءٌ، وأغلب الظنّ أنه أصيب في غمرة الفتن التي حصلت بعد وفاة يوسف الثالث .
وترك لنا آثارا شعرية تتمثّل أولا في ديوانه الذي وصل إلينا السّفر الثاني منه، وثانيا في المجموع الشعري الكبير المسمّى «مظهر النور الباصر في أمداح الملك الناصر».

## أغراض شعر ابن فركون
وهي المدح، الشعر السياسي، الوصف، الغزل، الإخوانيات ، الهجاء، الرثاء، أغراض أخرى 

## شعر المدح
كان ابن فُركون من الشعراء السبّاقين المبّرزين في مضمار المدح، ووقف مدحه على الملك يوسف الثالث، ووليّ نعمته تقرّبا منه، وهذا سبيله وسبيل من أراد من الشعراء أن يصل إلى المجد الأدبيّ والمكانة الاجتماعية  ، فنال ابن فركون بغيّته عندما ألحق بديوان الكتابة ثمّ صار شاعر الحمراء في عصره، والمدح أهمّ أغراض شعره ووقفه على الملك يوسف الثالث ولم يتحوّل بهذا الغرض عنه إلى غيره من الملوك والأمراء.
وظهرت المِدْحة عنده متّصلة بحياته اتصالا وثيقا، وحدّدت ملامحها، وأبرزتها في صورة واضحة المعالم، وبدأت مع تولّي يوسف الثالث أمور الحكم في غرناطة  عام ( 811هـ) وكان ابن فركون وقتئذ فتى طامحا إلى المعالي، يتحيّن فرصته المناسبة، فوجّه إلى الملك قصيدته هنّأه فيها بمنصبه الجديد، قال في مطلعها :
           إليك تباشيرُ البشائر ِ مُقبلـَهْ         تلوحُ بآفاق الهدى مُتهلـِّلهْ
وأشار في القصيدة إلى امتلاك الملك يوسف الثالث زمام الأمور في غرناطة، فهنّأه ودعا له، ووصفه بالعدل والهدى، فقال :
          فَهُـنِّـئتَ ما استقبلتَ يا ملك الهدى      من العزّ لا زالت سُعودك مُقبِلَـهْ
           لقد قلّد الرحمنُ أمـرَ عبادهِ            إمامًا له في العدل أرفعُ منزلـَهْ
           إمام هدى قد شرّفَ المُلك باسمه       كما شرّفَ السيفُ اليمانيُّ مِحمَلَـهْ      

## الشعر السياسيّ
كان شعر ابن فُركون السياسيّ وثيقة تاريخية وسياسيّة مهمّة، ترصد الأحداث التي عاشها ابن فُركون في كنف الملك يوسف الثالث، فقد سجّل الوقائع الحربيّة والمنافسات السياسيّة التي جرت بين ملك غرناطة وبين المغاربة والقشتاليين
  ولابن فُركون قصيدة رفعها للملك يوسف الثالث يهنِّئه فيها بالنصر الذي حقّقه أخوه الأمير معزّ الدولة وصوّر فيها لقاءه بالإسبان والبلاء الحسن الذي أبلاه حتى تحقّق له النصر عليهم، وممّا قاله في هذه القصيدة :
      لمّا التقى الجَمْعانُ في أرض العدا      ورميْتَ جمعَـهُـمُ ببأس ٍ مُعْجـِل ِ
      نادى بأبطال الجهاد ألا اقْدُمـــوا           وأجالَ فيهم نظرةَ المتأمــل ِ
     ضاقت عليهم أرضُهُمْ فتوقّفوا           والماءُ يجمعُ نفسَه في الجدولِ
      وتجمّعتْ فِرقُ العدا ثمّ انثنتْ              ما بينَ منهزمٍ وبين مـُجدَل ِ        

## شعر الغزل
كان لابن فركون نصيبٌ وافر من شعر الغزل، توزّع بين غزل المرأة في مقدمات المدائح وفي قصائد مستقلّة، وغزل بالمُذكر، وقد ظنّ الشعراء يفتتحون مدائحهم بالغزل مدركين أنّ هذا مجرد تقليد ساروا عليه، غير أنهم لم يرغبوا في الخروج عليه، ويبدو أنّ ابن فركون وجد في أساليب القدماء ما يكفيه مؤونة البحث عن أساليب جديدة فردّد ما قالوه في مقدماتهم الغزلية، فذكر الأماكن التي ذكروها ومن هذا قوله  في مقدمة مِدحة نظمها عام (811 هـ ) :
           أمِنْ بارق أعلام نجدٍ يصافحُ       تذكرْتَ عهدًا  بالحمى وهو نازحُ؟
          يلوحُ بآفـــاقِ الثنايا كأنـّــه             مُصافي وِداد ٍ بالسلام مُـصافح ُ
          كَلِفـْتُ على بُعدِ المزار بجيرة ٍ         جوانحُنا وجْدًا إليهم جوانــحُ
         لقد قيدَ الأبصارَ حسنُ أوانس ٍ         لهنّ قلوبُ الهائمينَ مسارح ُ
وقد نهج في عدد من مقدمات مدائحه أسلوبا قصصيا أسماه المقاولة، ومنه قوله في مقدّمة مِدحة:
         وربّ لائمةٍ تُلقي الملامَ على              حُبِّ التي ودُّها طبعٌ ومكتسبُ
         قالت: لما هِمْتَ من بعدِ السّلوِّ بها؟       فقلْتُ: كلّ فتى قد هزّهُ الطربُ
        قالت: تمتّعْ ببـِدْعٍ من محاسنها          فقلتُ: قد سُدِلَتْ  من دونها الحُجُبُ
وذكر في مقدماته الغزلية الطيف، وكثيرا من المعاني التي تناولها الشعراء من قبل كالعذول والواشي، وأوصاف المرأة الحسيّة على أنه بقي عفّ اللفظ طاهر القول، وهي مقدمات مهّد بها النظم في غرض المدح.